# Lego Indiana Jones and the Raiders of the Lost Brick
|  | Denne artikel er oprettet af botten PalnaBot ud fra en ekstern database. Den kan derfor have sproglige fejl eller mangler. Denne skabelon kan fjernes efter kontrol af indholdet. |

Lego Indiana Jones and the Raiders of the Lost Brick er en dansk animeret børnefilm instrueret af Peder Pedersen efter manuskript af Ole Holm Christensen, Thomas Fenger, Peder Pedersen. Filmen er baseret på Indiana Jones-franchisen.